# Major League Soccer 2014
La Major League Soccer 2014 est la 19e saison de la Major League Soccer, le championnat professionnel de soccer d'Amérique du Nord. Elle est composée de dix-neuf équipes (16 des États-Unis et 3 du Canada) pour la dernière fois de son histoire, puisque dès la saison 2015 le championnat comptera 21 équipes avec l'ajout d'une équipe à New York (New York City FC) et Orlando (Orlando City SC).
Trois des quatre places qualificatives des États-Unis pour la Ligue des champions de la CONCACAF 2015-2016 y sont attribuées : au vainqueur du Supporters' Shield et de l'autre association et au vainqueur de la Coupe de la Major League Soccer, tandis que la quatrième place est attribuée au vainqueur de la Lamar Hunt US Open Cup.
En raison de changements dans l’organisation du championnat canadien, la place qualificative pour la Ligue des champions de la CONCACAF 2015-2016 est attribuée exceptionnellement par le biais de la MLS. Ainsi, la meilleure équipe canadienne de la saison régulière se qualifie pour cette compétition.
La saison régulière débute le 8 mars et se termine le 26 octobre. Les séries éliminatoires ont lieu dans la foulée.

## Les 19 franchises participantes

### Carte
| Fire de Chicago Chivas USA Rapids du · Colorado Crew de · Columbus D.C. United FC Dallas Wizards de · Kansas City Dynamo de Houston Galaxy de Los Angeles Revolution de la · Nouvelle-Angleterre Red Bulls de New York Earthquakes · de San José Real Salt Lake Toronto FC Sounders FC de Seattle Union de Philadelphie Timbers de Portland Whitecaps de Vancouver Impact de Montréal |

| Association de l'Ouest - Chivas USA - Rapids du Colorado - FC Dallas - Galaxy de Los Angeles - Timbers de Portland - Real Salt Lake - Earthquakes de San José - Sounders FC de Seattle - Whitecaps de Vancouver | Association de l'Est - Fire de Chicago - Crew de Columbus - D.C. United - Dynamo de Houston - Sporting de Kansas City - Impact de Montréal - Revolution de la Nouvelle-Angleterre - Red Bulls de New York - Union de Philadelphie - Toronto FC |

### Stades
| Fire de Chicago   | Chivas USA        | Rapids du Colorado         | Crew de Columbus      | D.C. United       |
| ----------------- | ----------------- | -------------------------- | --------------------- | ----------------- |
| Toyota Park       | StubHub Center    | Dick's Sporting Goods Park | Columbus Crew Stadium | RFK Stadium       |
| Capacité : 20 000 | Capacité : 27 000 | Capacité : 19 680          | Capacité : 20 455     | Capacité : 45 596 |
|                   |                   |                            |                       |                   |

| FC Dallas         | Dynamo de Houston    | Galaxy de Los Angeles | Impact de Montréal | Revolution de la Nouvelle-Angleterre |
| ----------------- | -------------------- | --------------------- | ------------------ | ------------------------------------ |
| Toyota Stadium    | BBVA Compass Stadium | StubHub Center        | Stade Saputo       | Gillette Stadium                     |
| Capacité : 21 193 | Capacité : 22 000    | Capacité : 27 000     | Capacité : 20 341  | Capacité : 68 000                    |
|                   |                      |                       |                    |                                      |

| Red Bulls de New York | Union de Philadelphie | Timbers de Portland | Real Salt Lake    | Earthquakes de San José |
| --------------------- | --------------------- | ------------------- | ----------------- | ----------------------- |
| Red Bull Arena        | PPL Park              | Providence Park     | Rio Tinto Stadium | Buck Shaw Stadium       |
| Capacité : 25 189     | Capacité : 18 500     | Capacité : 20 323   | Capacité : 20 008 | Capacité : 10 300       |
|                       |                       |                     |                   |                         |

| Sounders FC de Seattle | Sporting de Kansas City | Toronto FC        | Whitecaps de Vancouver |
| ---------------------- | ----------------------- | ----------------- | ---------------------- |
| CenturyLink Field      | Sporting Park           | BMO Field         | BC Place               |
| Capacité : 67 000      | Capacité : 18 467       | Capacité : 23 000 | Capacité : 21 000      |
|                        |                         |                   |                        |

### Entraîneurs et capitaines
Durant l'intersaison, Frank Klopas est licencié du Fire de Chicago. Il rebondit à l'Impact de Montréal où il remplace Marco Schällibaum. Frank Yallop arrive lui à Chicago. Oscar Pareja passe lui des Rapids du Colorado au FC Dallas où Schellas Hyndman avait décidé ne pas continuer au club. Pablo Mastroeni arrive lui dans le Colorado. 
José Luis Real et Brian Bliss qui ont terminé la saison précédente en tant qu'intérimaires aux Chivas USA et au Crew de Columbus sont remplacés respectivement par Wilmer Cabrera et Gregg Berhalter. Jason Kreis ne prolonge pas au Real Salt Lake pour entraîner New York City qui débutera en MLS en 2015. Il est remplacé par Jeff Cassar. Martin Rennie est lui licencié des Whitecaps de Vancouver pour être remplacé par Carl Robinson.
| Équipe                               | Entraîneur                                    | Capitaine                        |
| ------------------------------------ | --------------------------------------------- | -------------------------------- |
| Fire de Chicago                      | Frank Yallop                                  | Jeff Larentowicz                 |
| Chivas USA                           | Wilmer Cabrera                                | Carlos Bocanegra                 |
| Rapids du Colorado                   | Pablo Mastroeni                               | Drew Moor                        |
| Crew de Columbus                     | Gregg Berhalter                               | Michael Parkhurst                |
| D.C. United                          | Ben Olsen                                     | Bobby Boswell                    |
| FC Dallas                            | Óscar Pareja                                  | Andrew Jacobson Matt Hedges      |
| Dynamo de Houston                    | Dominic Kinnear                               | Brad Davis                       |
| Galaxy de Los Angeles                | Bruce Arena                                   | Robbie Keane                     |
| Impact de Montréal                   | Frank Klopas                                  | Patrice Bernier                  |
| Revolution de la Nouvelle-Angleterre | Jay Heaps                                     | José Gonçalves                   |
| Red Bulls de New York                | Mike Petke                                    | Thierry Henry                    |
| Union de Philadelphie                | John Hackworth Jim Curtin (10/06/14, intérim) | Brian Carroll                    |
| Timbers de Portland                  | Caleb Porter                                  | Will Johnson                     |
| Real Salt Lake                       | Jeff Cassar                                   | Kyle Beckerman                   |
| Earthquakes de San José              | Mark Watson Ian Russell (15/10/14, intérim)   | Chris Wondolowski                |
| Sounders de Seattle                  | Sigi Schmid                                   | Brad Evans                       |
| Sporting de Kansas City              | Peter Vermes                                  | Matt Besler                      |
| Toronto FC                           | Ryan Nelsen Greg Vanney (31/08/14)            | Steven Caldwell                  |
| Whitecaps de Vancouver               | Carl Robinson                                 | Jay DeMerit Pedro Morales Flores |

## Format de la compétition
- Les 19 équipes sont réparties en 2 associations : Association de l'Ouest (9 équipes) et l'Association de l'Est (10 équipes).
- Toutes les équipes disputent 34 rencontres dans un format non balancé plaçant une plus grande importance aux matchs entre les équipes d'une même Association[21]. Il est à noter que les rencontres uniques sont inversées par rapport à l'année dernière. Ainsi, par exemple Chicago qui s'est déplacé à Dallas en 2013 joue à domicile en 2014. Les rencontres uniques et le reste du calendrier sont équivalents à l'année 2012. Les rencontres se répartissent comme suit :
  - Association de l'Ouest :
    - 3 matchs (deux à domicile et un à l'extérieur) contre quatre équipes de son association
    - 3 matchs (un à domicile et deux à l'extérieur) contre quatre équipes de son association
    - 1 match à domicile contre cinq équipes de l'association de l'Est
    - 1 match à l'extérieur contre cinq équipes de l'association de l'Est

  - Association de l'Est :
    - 3 matchs (deux à domicile et un à l'extérieur) contre trois ou quatre équipes de son association
    - 3 matchs (un à domicile et deux à l'extérieur) contre quatre ou trois équipes de son association
    - 2 matchs (un à domicile et un à l'extérieur) contre deux équipes de son association
    - 1 match à domicile contre cinq ou quatre équipes de l'association de l'Ouest
    - 1 match à l'extérieur contre quatre ou cinq équipes de l'association de l'Ouest
- Les 3 meilleures équipes de chaque association sont qualifiées pour les demi-finales d'associations. Les équipes finissant au 4e et au 5e rang dans chaque association s'affrontent dans un match éliminatoire. L'équipe gagnante affrontera en demi-finales d'association, le premier de son association.
- En cas d'égalité, les critères suivants départagent les équipes :

1. Nombre de victoires
2. Différence de buts générale
3. Nombre de buts marqués
4. Classement du fair-play
5. Différence de buts à l'extérieur
6. Nombre de buts marqués à l'extérieur
7. Tirage à la pièce[22]

## Saison régulière

### Classements des associations Ouest et Est
- Les Sounders FC de Seattle sont qualifiés pour la Ligue des champions de la CONCACAF 2015-2016 grâce à leur victoire en coupe nationale et grâce à leur première place lors de la phase régulière. Ainsi, les Galaxy de Los Angeles, qui ont le deuxième meilleur bilan de la saison régulière se qualifient également pour la Ligue des champions.
- Les Whitecaps de Vancouver qui ont le meilleur bilan canadien en saison régulière se qualifient également pour la Ligue des champions.

| Rang | Équipe                   | Pts | J  | G  | N  | P  | Bp | Bc | Diff |
| ---- | ------------------------ | --- | -- | -- | -- | -- | -- | -- | ---- |
| 1    | Sounders FC de Seattle C | 64  | 34 | 20 | 4  | 10 | 65 | 50 | +15  |
| 2    | Galaxy de Los Angeles    | 61  | 34 | 17 | 10 | 7  | 69 | 37 | +32  |
| 3    | Real Salt Lake           | 56  | 34 | 15 | 11 | 8  | 54 | 39 | +15  |
| 4    | FC Dallas                | 54  | 34 | 16 | 6  | 12 | 55 | 45 | +10  |
| 5    | Whitecaps de Vancouver   | 50  | 34 | 12 | 14 | 8  | 42 | 40 | +2   |
| 6    | Timbers de Portland      | 49  | 34 | 12 | 13 | 9  | 61 | 52 | +9   |
| 7    | Chivas USA               | 33  | 34 | 9  | 6  | 19 | 29 | 61 | -32  |
| 8    | Rapids du Colorado       | 32  | 34 | 8  | 8  | 18 | 43 | 62 | -19  |
| 9    | Earthquakes de San José  | 30  | 34 | 6  | 12 | 16 | 35 | 50 | -15  |

| Rang | Équipe                               | Pts | J  | G  | N  | P  | Bp | Bc | Diff |
| ---- | ------------------------------------ | --- | -- | -- | -- | -- | -- | -- | ---- |
| 1    | D.C. United                          | 59  | 34 | 17 | 8  | 9  | 52 | 37 | +15  |
| 2    | Revolution de la Nouvelle-Angleterre | 55  | 34 | 17 | 4  | 13 | 51 | 46 | +5   |
| 3    | Crew de Columbus                     | 52  | 34 | 14 | 10 | 10 | 52 | 42 | +10  |
| 4    | Red Bulls de New York                | 50  | 34 | 13 | 11 | 10 | 55 | 50 | +5   |
| 5    | Sporting de Kansas City T            | 49  | 34 | 14 | 7  | 13 | 48 | 41 | +7   |
| 6    | Union de Philadelphie                | 42  | 34 | 10 | 12 | 12 | 51 | 51 | 0    |
| 7    | Toronto FC                           | 41  | 34 | 11 | 8  | 15 | 44 | 54 | -10  |
| 8    | Dynamo de Houston                    | 39  | 34 | 11 | 6  | 17 | 39 | 58 | -19  |
| 9    | Fire de Chicago                      | 36  | 34 | 6  | 18 | 10 | 41 | 51 | -10  |
| 10   | Impact de Montréal                   | 28  | 34 | 6  | 10 | 18 | 38 | 58 | -20  |

- MLS Supporters' Shield, et qualifications automatiques pour les séries éliminatoires et la Ligue des champions de la CONCACAF 2015-2016
- Franchise directement qualifiée pour les séries éliminatoires et la Ligue des champions de la CONCACAF 2015-2016
- Franchise directement qualifiée pour les séries éliminatoires
- Franchise qualifiée pour les barrages

T : Tenant du titre

C : Vainqueur de la Lamar Hunt US Open Cup 2014 et qualification pour la Ligue des champions de la CONCACAF 2015-2016

### Résultats
Source : mlssoccer.com

#### Matchs inter-associations
| Résultats (▼dom., ►ext.)                                   | CHIC | CHIV | COLO | COLU | DCU | FCD | HOU | LAG | MON | NAR | NYRB | PHI | POR | RSL | SJE | SEA | SPO | TOR | VAN |
| Fire de Chicago                                            |      |      |      |      |     | 1-0 |     | 1-1 |     |     |      |     |     | 2-3 |     | 2-3 |     |     | 0-0 |
| Chivas USA                                                 | 3-2  |      |      |      |     |     | 1-4 |     | 1-0 |     |      | 0-3 |     |     |     |     | 0-4 |     |     |
| Rapids du Colorado                                         | 0-0  |      |      | 1-1  |     |     | 3-0 | 3-4 | 4-1 |     |      |     |     |     |     |     | 2-3 |     |     |
| Crew de Columbus                                           |      | 3-0  |      |      |     | 0-0 | 3-0 | 4-1 |     |     |      |     |     | 1-1 |     |     |     |     | 0-1 |
| D.C. United                                                |      | 3-1  | 4-2  |      |     | 4-1 |     |     |     |     |      |     |     |     |     | 0-1 |     |     |     |
| FC Dallas                                                  |      |      |      |      |     |     |     |     | 3-2 | 2-0 | 0-1  | 2-1 |     | 2-1 |     |     |     | 2-1 |     |
| Dynamo de Houston                                          |      |      |      |      |     | 1-4 |     | 1-0 |     |     |      |     | 1-1 | 2-5 |     |     |     |     |     |
| Galaxy de Los Angeles                                      |      |      |      |      | 4-1 |     |     |     |     | 5-1 | 4-0  | 4-1 |     |     |     |     |     | 3-0 | 2-0 |
| Impact de Montréal                                         |      |      |      |      |     |     |     | 2-2 |     |     |      |     | 2-3 |     | 2-0 | 0-2 |     |     |     |
| Revolution de la Nouvelle-Angleterre                       |      | 1-0  | 3-0  |      |     |     |     |     |     |     |      |     | 1-1 |     |     | 5-0 |     |     | 0-0 |
| Red Bulls de New York                                      |      | 1-1  | 1-1  |      |     |     |     |     | 4-2 |     |      |     | 1-2 |     | 1-1 | 4-1 |     |     |     |
| Union de Philadelphie                                      |      |      | 3-3  |      |     |     |     |     |     |     |      |     |     | 2-2 | 4-2 |     |     |     | 3-3 |
| Timbers de Portland                                        | 1-1  |      |      | 3-3  | 3-2 |     |     |     |     |     |      | 1-1 |     |     |     |     | 0-1 |     |     |
| Real Salt Lake                                             |      |      |      |      | 3-0 |     |     |     | 3-1 | 2-1 | 1-1  |     |     |     |     |     |     | 3-0 |     |
| Earthquakes de San José                                    | 5-1  |      |      | 1-1  | 1-2 |     | 3-0 |     |     | 1-2 |      |     |     |     |     |     |     |     |     |
| Sounders FC de Seattle                                     |      |      |      | 1-2  |     |     | 2-0 |     |     |     |      | 2-1 |     |     | 1-1 |     | 1-0 | 1-2 |     |
| Sporting de Kansas City                                    |      |      |      |      | 0-3 | 1-1 |     | 2-1 |     |     |      |     |     | 0-0 | 1-0 |     |     |     |     |
| Toronto FC                                                 | 2-2  | 3-0  | 0-1  |      |     |     |     |     |     |     |      |     | 3-2 |     | 1-0 |     |     |     | 1-1 |
| Whitecaps de Vancouver                                     |      |      |      |      | 0-0 |     | 2-1 |     | 0-0 |     | 4-1  |     |     |     |     |     | 2-0 |     |     |
| - Victoire à domicile - Match nul - Victoire à l'extérieur |      |      |      |      |     |     |     |     |     |     |      |     |     |     |     |     |     |     |     |

#### Matchs intra-associations

##### Association Ouest
| Résultats (▼dom., ►ext.)                                   | CHIV | COLO | FCD | LAG | POR | RSL | SJ  | SEA | VAN | CHIV | COLO | FCD | LAG | POR | RSL | SJ  | SEA | VAN |
| Chivas USA                                                 |      | 2-1  | 0-1 | 0-3 | 0-2 | 1-0 | 1-0 | 1-2 | 1-1 |      |      |     | 0-3 |     | 1-0 |     | 2-4 | 0-0 |
| Rapids du Colorado                                         | 1-3  |      | 0-1 | 1-0 | 2-0 | 0-1 | 0-0 | 1-4 | 2-0 | 3-0  |      |     | 3-4 | 2-2 |     | 1-1 |     |     |
| FC Dallas                                                  | 3-1  | 3-2  |     | 2-1 | 2-1 | 2-1 | 1-2 | 2-3 | 2-1 | 1-1  | 3-1  |     |     | 0-2 |     |     | 3-1 |     |
| Galaxy de Los Angeles                                      | 1-1  | 6-0  | 2-1 |     | 2-2 | 0-1 | 2-2 | 2-2 | 1-0 |      |      | 2-1 |     | 3-1 | 1-0 |     |     | 2-0 |
| Timbers de Portland                                        | 1-1  | 2-1  | 2-2 | 1-1 |     | 0-0 | 3-3 | 4-4 | 3-4 | 2-0  |      |     |     |     |     | 3-0 | 2-4 | 3-0 |
| Real Salt Lake                                             | 2-0  | 2-1  | 0-0 | 1-1 | 1-0 |     | 2-0 | 2-1 | 2-2 |      | 5-1  | 2-1 |     | 1-3 |     |     |     | 1-1 |
| Earthquakes de San José                                    | 1-0  | 0-0  | 2-1 | 0-1 | 1-2 | 3-3 |     | 1-0 | 0-0 | 0-1  |      | 0-5 | 1-1 |     | 1-1 |     |     |     |
| Sounders FC de Seattle                                     | 4-2  | 4-1  | 2-1 | 0-3 | 2-0 | 4-0 | 1-0 |     | 0-1 |      | 1-0  |     | 2-0 |     | 3-2 | 1-1 |     |     |
| Whitecaps de Vancouver                                     | 1-3  | 1-2  | 2-2 | 2-2 | 0-3 | 2-1 | 3-2 | 2-2 |     |      | 1-0  | 2-0 |     |     |     | 2-0 | 1-0 |     |
| - Victoire à domicile - Match nul - Victoire à l'extérieur |      |      |     |     |     |     |     |     |     |      |      |     |     |     |     |     |     |     |

##### Association Est
| Résultats (▼dom., ►ext.)                                   | CHIC | COLU | DCU | HOU | MON | N.-A. | NYRB | PHI | SPO | TOR | CHIC | COLU | DCU | HOU | MON | N.-A. | NYRB | PHI | SPO | TOR |
| Fire de Chicago                                            |      | 1-1  | 3-3 | 2-1 | 0-0 | 1-1   | 1-1  | 2-2 | 2-1 | 1-1 |      |      |     |     |     |       | 1-0  | 1-1 |     | 1-1 |
| Crew de Columbus                                           | 2-0  |      | 1-1 | 3-0 | 2-1 | 1-0   | 1-1  | 2-1 | 1-2 | 0-2 |      |      |     |     | 2-0 |       |      | 2-1 |     | 2-3 |
| D.C. United                                                | 2-2  | 0-3  |     | 2-0 | 1-1 | 2-0   | 1-0  | 1-0 | 1-0 | 3-0 | 2-1  | 0-0  |     |     |     |       | 2-0  |     | 0-0 |     |
| Dynamo de Houston                                          | 2-0  | 1-0  | 1-0 |     | 1-0 | 4-0   | 2-2  | 2-0 | 0-2 | 2-2 |      | 2-2  | 1-3 |     | 3-2 | 1-2   |      |     |     |     |
| Impact de Montréal                                         | 1-1  | 2-4  | 1-1 | 3-0 |     | 2-0   | 2-2  | 1-0 | 0-3 | 0-2 | 1-0  | 2-0  |     |     |     | 2-2   |      |     | 1-2 |     |
| Revolution de la Nouvelle-Angleterre                       | 0-1  | 1-2  | 2-1 | 2-0 | 2-1 |       | 0-2  | 1-3 | 2-0 | 1-0 | 2-1  | 2-1  |     |     |     |       |      |     | 3-1 |     |
| Red Bulls de New York                                      | 4-5  | 4-1  | 1-0 | 4-0 | 4-2 | 2-1   |      | 2-1 | 2-1 | 2-2 |      | 1-3  |     | 1-0 |     |       |      |     |     | 3-1 |
| Union de Philadelphie                                      | 1-1  | 2-3  | 0-1 | 0-0 | 1-1 | 1-0   | 3-1  |     | 2-1 | 1-0 |      |      |     | 0-0 | 2-1 | 3-5   | 2-2  |     |     |     |
| Sporting de Kansas City                                    | 1-1  | 2-0  | 0-3 | 1-3 | 4-0 | 2-3   | 1-1  | 1-2 |     | 2-2 | 2-0  |      |     |     |     |       | 0-2  | 1-1 |     | 4-1 |
| Toronto FC                                                 | 2-2  | 3-2  | 1-0 | 4-2 | 1-1 | 1-2   | 2-0  | 0-2 | 1-2 |     |      |      | 1-2 | 0-1 |     | 0-3   |      |     |     |     |
| - Victoire à domicile - Match nul - Victoire à l'extérieur |      |      |     |     |     |       |      |     |     |     |      |      |     |     |     |       |      |     |     |     |

## Séries éliminatoires

### Règlement
Pour les rencontres du premier tour, la quatrième équipe de la conférence de l'Ouest recevra la cinquième de cette même association. Il en est de même pour la conférence de l'Est.
Ce tour se déroule en un seul match, avec prolongation et tirs au but éventuels.
La meilleure équipe de chaque conférence affronte en demi-finale de conférence, l'équipe issue du premier tour de sa conférence, l'autre demi-finale de chaque conférence mettant aux prises les équipes ayant fini deuxième et troisième en phase régulière.
Les demi-finales et finales de conférence se déroulent par match aller-retour, avec match retour chez l'équipe la mieux classée. Cette année, la règle du but à l'extérieur est introduite pour la première fois dans l'histoire de la MLS. Ainsi, en cas d'égalité de buts à l'issue des deux matchs, l'équipe qui aura inscrit le plus de buts à l'extérieur se qualifie. Sinon, une prolongation de deux périodes de 15 minutes a alors lieu. Cette règle ne s'applique pas à la prolongation. Ainsi, quel que soit le nombre de buts inscrits en prolongation, si les deux équipes restent à égalité, une séance de tirs au but a lieu.
La finale MLS a lieu sur le terrain de la meilleure équipe en phase régulière.
Cette finale se déroule en un seul match, avec prolongation et tirs au but pour départager si nécessaire les équipes.
Le gagnant du championnat se qualifie pour la Ligue des champions de la CONCACAF 2015-2016. Le Galaxy de Los Angeles étant déjà qualifié pour cette compétition, avant de gagner le championnat, cette place est attribuée à la meilleure équipe de la saison régulière non qualifiée à savoir le Real Salt Lake.

### Résultats

#### Premier tour
| 29 octobre 2014 | FC Dallas                                                   | 2 - 1 | Whitecaps de Vancouver                                                                |                                                                     |                                                                     |
| 20:00 CDT       | J-V Watson 35e Akindele 40e Michel 84e Díaz 85e Escobar 85e |       | 14e Koffie 45e Morales Flores 57e K. Waston 64e Hurtado 85e Fernández 90+6e Fernández | Toyota Stadium, Frisco Spectateurs : 10 279 Arbitrage : Mark Geiger | Toyota Stadium, Frisco Spectateurs : 10 279 Arbitrage : Mark Geiger |
| 20:00 CDT       | Rapport                                                     |       |                                                                                       | Toyota Stadium, Frisco Spectateurs : 10 279 Arbitrage : Mark Geiger | Toyota Stadium, Frisco Spectateurs : 10 279 Arbitrage : Mark Geiger |

| 30 octobre 2014 | Red Bulls de New York                   | 2 - 1 | Sporting de Kansas City |                                                                              |                                                                              |
| 20:00 EDT       | Wright-Phillips 77e Wright-Phillips 90e |       | 53e Dwyer               | Red Bull Arena, Harrison Spectateurs : 15 518 Arbitrage : Armando Villarreal | Red Bull Arena, Harrison Spectateurs : 15 518 Arbitrage : Armando Villarreal |
| 20:00 EDT       | Rapport                                 |       |                         | Red Bull Arena, Harrison Spectateurs : 15 518 Arbitrage : Armando Villarreal | Red Bull Arena, Harrison Spectateurs : 15 518 Arbitrage : Armando Villarreal |

#### Demi-finales de conférence

##### Est
| 1er novembre 2014 | Crew de Columbus                                      | 2 - 4 | Revolution de la Nouvelle-Angleterre                       |                                                                              |                                                                              |
| 16:00 EDT         | Meram 64e Francis 70e Añor 90+1e Higuaín 90+4e (pen.) |       | 19e Gonçalves 34e Davies 51e Tierney 70e Nguyen 78e Davies | Columbus Crew Stadium, Columbus Spectateurs : 9 040 Arbitrage : Drew Fischer | Columbus Crew Stadium, Columbus Spectateurs : 9 040 Arbitrage : Drew Fischer |
| 16:00 EDT         | Rapport                                               |       |                                                            | Columbus Crew Stadium, Columbus Spectateurs : 9 040 Arbitrage : Drew Fischer | Columbus Crew Stadium, Columbus Spectateurs : 9 040 Arbitrage : Drew Fischer |

| 9 novembre 2014 | Revolution de la Nouvelle-Angleterre     | 3 - 1 | Crew de Columbus                                |                                                                                  |                                                                                  |
| 17:00 EST       | Nguyen 43e · Gonçalves 55e · Bunbury 77e |       | 61e Finlay · 66e Meram · 69e Tchani · 85e Meram | Gillette Stadium, Foxborough Spectateurs : 20 184 Arbitrage : Armando Villarreal | Gillette Stadium, Foxborough Spectateurs : 20 184 Arbitrage : Armando Villarreal |
| 17:00 EST       | Rapport                                  |       |                                                 | Gillette Stadium, Foxborough Spectateurs : 20 184 Arbitrage : Armando Villarreal | Gillette Stadium, Foxborough Spectateurs : 20 184 Arbitrage : Armando Villarreal |

Le Revolution de la Nouvelle-Angleterre l'emporte par un score cumulé de 7-3.
| 2 novembre 2014 | Red Bulls de New York                                               | 2 - 0 | D.C. United |                                                                           |                                                                           |
| 16:00 EST       | Wright-Phillips 40e McCarty 43e Luyindula 73e Bitolo 82e Miller 84e |       |             | Red Bull Arena, Harrison Spectateurs : 18 054 Arbitrage : Hilario Grajeda | Red Bull Arena, Harrison Spectateurs : 18 054 Arbitrage : Hilario Grajeda |
| 16:00 EST       | Rapport                                                             |       |             | Red Bull Arena, Harrison Spectateurs : 18 054 Arbitrage : Hilario Grajeda | Red Bull Arena, Harrison Spectateurs : 18 054 Arbitrage : Hilario Grajeda |

| 8 novembre 2014 | D.C. United                                                     | 2 - 1 | Red Bulls de New York                                   |                                                                                               |                                                                                               |
| 14:30 EST       | DeLeon 37e Espíndola 58e Kemp 85e Frankin 90+1e Espíndola 90+6e |       | 42e Miller 57e Luyindula 78e Miller 89e Wright-Phillips | Robert F. Kennedy Memorial Stadium, Washington Spectateurs : 20 187 Arbitrage : Ismail Elfath | Robert F. Kennedy Memorial Stadium, Washington Spectateurs : 20 187 Arbitrage : Ismail Elfath |
| 14:30 EST       | Rapport                                                         |       |                                                         | Robert F. Kennedy Memorial Stadium, Washington Spectateurs : 20 187 Arbitrage : Ismail Elfath | Robert F. Kennedy Memorial Stadium, Washington Spectateurs : 20 187 Arbitrage : Ismail Elfath |

Les Red Bulls de New York l'emportent par un score cumulé de 3-2.

##### Ouest
| 1er novembre 2014 | Real Salt Lake          | 0 - 0 | Galaxy de Los Angeles   |                                                                           |                                                                           |
| 18:00 MDT         | Beltran 63e Wingert 67e |       | 53e Gonzalez 77e Rogers | Rio Tinto Stadium, Sandy Spectateurs : 20 713 Arbitrage : Silviu Petrescu | Rio Tinto Stadium, Sandy Spectateurs : 20 713 Arbitrage : Silviu Petrescu |
| 18:00 MDT         | Rapport                 |       |                         | Rio Tinto Stadium, Sandy Spectateurs : 20 713 Arbitrage : Silviu Petrescu | Rio Tinto Stadium, Sandy Spectateurs : 20 713 Arbitrage : Silviu Petrescu |

Le Galaxy de Los Angeles l'emporte par un score cumulé de 5-0.
| 2 novembre 2014 | FC Dallas         | 1 - 1 | Sounders FC de Seattle  |                                                                       |                                                                       |
| 20:00 MDT       | Michel 34e (pen.) |       | 54e Alonso 74e González | Toyota Stadium, Frisco Spectateurs : 16 112 Arbitrage : Allen Chapman | Toyota Stadium, Frisco Spectateurs : 16 112 Arbitrage : Allen Chapman |
| 20:00 MDT       | Rapport           |       |                         | Toyota Stadium, Frisco Spectateurs : 16 112 Arbitrage : Allen Chapman | Toyota Stadium, Frisco Spectateurs : 16 112 Arbitrage : Allen Chapman |

| 10 novembre 2014 | Sounders FC de Seattle | 0 - 0 | FC Dallas     |                                                                              |                                                                              |
| 19:30 PST        |                        |       | 14e Hernandez | CenturyLink Field, Seattle Spectateurs : 38 912 Arbitrage : Baldomero Toledo | CenturyLink Field, Seattle Spectateurs : 38 912 Arbitrage : Baldomero Toledo |
| 19:30 PST        | Rapport                |       |               | CenturyLink Field, Seattle Spectateurs : 38 912 Arbitrage : Baldomero Toledo | CenturyLink Field, Seattle Spectateurs : 38 912 Arbitrage : Baldomero Toledo |

Les Sounders de Seattle l'emportent par un score cumulé de 1-1, grâce à la règle du but à l'extérieur.

#### Finales de conférence

##### Est
| 23 novembre 2014 | Red Bulls de New York                                                                                | 1 - 2 | Revolution de la Nouvelle-Angleterre                               |                                                                         |                                                                         |
| 14:00 EST        | Wright-Phillips 27e Henry 37e Sekagya 43e Eckersley 54e Wright-Phillips 60e Alexander 63e Cahill 77e |       | 17e Bunbury 23e Soares 26e Jones 67e Caldwell 83e Nguyen 85e Jones | Red Bull Arena, Harrison Spectateurs : 25 000 Arbitrage : Allen Chapman | Red Bull Arena, Harrison Spectateurs : 25 000 Arbitrage : Allen Chapman |
| 14:00 EST        | Rapport                                                                                              |       |                                                                    | Red Bull Arena, Harrison Spectateurs : 25 000 Arbitrage : Allen Chapman | Red Bull Arena, Harrison Spectateurs : 25 000 Arbitrage : Allen Chapman |

| 29 novembre 2014 | Revolution de la Nouvelle-Angleterre | 2 - 2 | Red Bulls de New York                                       |                                                                                |                                                                                |
| 15:00 EST        | Davies 41e Davies 70e                |       | 26e Cahill 52e Luyindula 60e McCarty 90+2e Bitolo 90+3e Sam | Gillette Stadium, Foxborough Spectateurs : 32 698 Arbitrage : Baldomero Toledo | Gillette Stadium, Foxborough Spectateurs : 32 698 Arbitrage : Baldomero Toledo |
| 15:00 EST        | Rapport                              |       |                                                             | Gillette Stadium, Foxborough Spectateurs : 32 698 Arbitrage : Baldomero Toledo | Gillette Stadium, Foxborough Spectateurs : 32 698 Arbitrage : Baldomero Toledo |

Le Revolution de la Nouvelle-Angleterre l'emporte par un score cumulé de 4-3.

##### Ouest
| 30 novembre 2014 | Sounders FC de Seattle  | 2 - 1 | Galaxy de Los Angeles                   |                                                                          |                                                                          |
| 18:00 PST        | Evans 26e · Dempsey 32e |       | 34e Sarvas · 54e Juninho · 90+2e Penedo | CenturyLink Field, Seattle Spectateurs : 46 758 Arbitrage : Jair Marrufo | CenturyLink Field, Seattle Spectateurs : 46 758 Arbitrage : Jair Marrufo |
| 18:00 PST        | Rapport                 |       |                                         | CenturyLink Field, Seattle Spectateurs : 46 758 Arbitrage : Jair Marrufo | CenturyLink Field, Seattle Spectateurs : 46 758 Arbitrage : Jair Marrufo |

Le Galaxy de Los Angeles l'emporte par un score cumulé de 2-2, grâce à la règle du but à l'extérieur.

## Statistiques individuelles
| Rang | Joueur                  | Club                                 | Buts | Passes |
| ---- | ----------------------- | ------------------------------------ | ---- | ------ |
| 1    | Bradley Wright-Phillips | Red Bulls de New York                | 27   | 2      |
| 2    | Dom Dwyer               | Sporting de Kansas City              | 22   | 1      |
| 3    | Robbie Keane            | Galaxy de Los Angeles                | 19   | 14     |
| 4    | Lee Nguyen              | Revolution de la Nouvelle-Angleterre | 18   | 5      |
| 5    | Obafemi Martins         | Sounders FC de Seattle               | 17   | 13     |
| 6    | Gyasi Zardes            | Galaxy de Los Angeles                | 16   | 2      |
| 7    | Clint Dempsey           | Sounders FC de Seattle               | 15   | 10     |
| 8    | Erick Torres            | Chivas USA                           | 15   | 1      |
| 9    | Chris Wondolowski       | Earthquakes de San José              | 14   | 4      |
| 10   | João Plata              | Real Salt Lake                       | 13   | 6      |

| Rang | Joueur               | Club                   | Passes |
| ---- | -------------------- | ---------------------- | ------ |
| 1    | Landon Donovan       | Galaxy de Los Angeles  | 19     |
| 2    | Thierry Henry        | Red Bulls de New York  | 14     |
| 2    | Robbie Keane         | Galaxy de Los Angeles  | 14     |
| 2    | Diego Valeri         | Timbers de Portland    | 14     |
| 5    | Obafemi Martins      | Sounders FC de Seattle | 13     |
| 6    | Javier Morales       | Real Salt Lake         | 12     |
| 6    | Pedro Morales Flores | Whitecaps de Vancouver | 12     |
| 8    | Brad Davis           | Dynamo de Houston      | 11     |
| 8    | Cristian Maidana     | Union de Philadelphie  | 11     |
| 8    | Mauro Rosales        | Whitecaps de Vancouver | 11     |
| 8    | Marcelo Sarvas       | Galaxy de Los Angeles  | 11     |

### Meilleurs gardiens
Il faut avoir joué au moins 1000 minutes pour être classé.
Source : MLS
| Rang | Gardien                 | Club                                 | BE/M | AR  | BC | Min  | J  | CS |
| ---- | ----------------------- | ------------------------------------ | ---- | --- | -- | ---- | -- | -- |
| 1    | Nick Rimando            | Real Salt Lake                       | 1.04 | 71  | 25 | 2160 | 24 | 7  |
| 2    | Eric Kronberg           | Sporting de Kansas City              | 1.10 | 45  | 22 | 1800 | 20 | 7  |
| 3    | Bill Hamid              | D.C. United                          | 1.13 | 110 | 34 | 2700 | 30 | 10 |
| 4    | Jaime Penedo            | Galaxy de Los Angeles                | 1.14 | 81  | 33 | 2610 | 29 | 8  |
| 5    | David Ousted            | Whitecaps de Vancouver               | 1.18 | 96  | 40 | 3060 | 34 | 13 |
| 6    | Steve Clark             | Crew de Columbus                     | 1.24 | 111 | 42 | 3060 | 34 | 8  |
| 6    | Raúl Fernández Valverde | FC Dallas                            | 1.24 | 64  | 25 | 1800 | 20 | 4  |
| 8    | Bobby Shuttleworth      | Revolution de la Nouvelle-Angleterre | 1.25 | 94  | 40 | 2880 | 32 | 8  |
| 9    | Donovan Ricketts        | Timbers de Portland                  | 1.38 | 105 | 44 | 2861 | 32 | 7  |
| 10   | Chris Seitz             | FC Dallas                            | 1.45 | 44  | 20 | 1242 | 14 | 2  |

## Récompenses individuelles

### Récompenses annuelles
| Trophée                            | Joueur                  | Club                   |
| ---------------------------------- | ----------------------- | ---------------------- |
| Meilleur joueur (saison régulière) | Robbie Keane            | Galaxy de Los Angeles  |
| Meilleur joueur (finale MLS)       | Robbie Keane            | Galaxy de Los Angeles  |
| Meilleur buteur                    | Bradley Wright-Phillips | Red Bulls de New York  |
| Meilleur défenseur                 | Chad Marshall           | Sounders FC de Seattle |
| Meilleur gardien                   | Bill Hamid              | D.C. United            |
| Meilleur rookie                    | Tesho Akindele          | FC Dallas              |
| Meilleur entraîneur                | Ben Olsen               | D.C. United            |
| Meilleur come-back                 | Rodney Wallace          | Timbers de Portland    |
| Meilleur nouveau venu              | Pedro Morales Flores    | Whitecaps de Vancouver |
| Meilleur arbitre                   | Mark Geiger             |                        |
| Meilleur arbitre assistant         | Paul Scott              |                        |
| Meilleur but                       | Obafemi Martins         | Sounders FC de Seattle |
| Meilleur arrêt                     | Luis Robles             | Red Bulls de New York  |
| Trophée du fair-play (joueur)      | Michael Parkhurst       | Crew de Columbus       |
| Trophée du fair-play (équipe)      |                         | Union de Philadelphie  |
| Action humanitaire de l'année      | AJ DeLaGarza            | Galaxy de Los Angeles  |

### Récompenses mensuelles

#### Joueur du mois
| Mois      |                 |                                      |                          |
| Mois      | Joueur          | Club                                 | Lien                     |
| --------- | --------------- | ------------------------------------ | ------------------------ |
| Mars      | Mauro Díaz      | FC Dallas                            | 2B dont 1BV, 1P          |
| Avril     | Clint Dempsey   | Sounders FC de Seattle               | 7B dont 1BV, 2P dont 1PV |
| Mai       | Dom Dwyer       | Sporting de Kansas City              | 6B                       |
| Juin      | Eric Kronberg   | Sporting de Kansas City              | 6A, 2CS                  |
| Juillet   | Benny Feilhaber | Sporting de Kansas City              | 2B dont 1BV, 1P          |
| Août      | Landon Donovan  | Galaxy de Los Angeles                | 3B, 6P                   |
| Septembre | Obafemi Martins | Sounders FC de Seattle               | 5B, 1P                   |
| Octobre   | Lee Nguyen      | Revolution de la Nouvelle-Angleterre | 5B dont 2BV              |

B=Buts; BV=But Vainqueur; CS=Clean sheet; A=Arrêt; P=Passe; PV=Passe Vainqueur

### Récompenses hebdomadaires

#### Joueur de la semaine
| Semaine    | Joueur                  | Équipe                               | Lien            |
| ---------- | ----------------------- | ------------------------------------ | --------------- |
| Semaine 1  | Nick Rimando            | Real Salt Lake                       | CS, 9A          |
| Semaine 2  | Jermain Defoe           | Toronto FC                           | 2B              |
| Semaine 3  | Bernardo Añor           | Crew de Columbus                     | 2B              |
| Semaine 4  | Graham Zusi             | Sporting de Kansas City              | 1B, 2P dont 1PV |
| Semaine 5  | Clint Dempsey           | Sounders FC de Seattle               | 3B              |
| Semaine 6  | Clint Dempsey           | Sounders FC de Seattle               | 2B dont 1BV     |
| Semaine 7  | Nick Rimando            | Real Salt Lake                       | CS, 4A          |
| Semaine 8  | Bradley Wright-Phillips | Red Bulls de New York                | 4B              |
| Semaine 9  | João Plata              | Real Salt Lake                       | 2B dont 1BV     |
| Semaine 10 | Harrison Shipp          | Fire de Chicago                      | 3B, 1P          |
| Semaine 11 | Federico Higuaín        | Crew de Columbus                     | 2B, 1P          |
| Semaine 12 | Landon Donovan          | Galaxy de Los Angeles                | 2B, 1P          |
| Semaine 13 | Deshorn Brown           | Rapids du Colorado                   | 2B              |
| Semaine 14 | Fanendo Adi             | Timbers de Portland                  | 2 B             |
| Semaine 15 | Luis Silva              | D.C. United                          | 3B              |
| Semaine 16 | Jack McInerney          | Impact de Montréal                   | 2B              |
| Semaine 17 | Erick Torres            | Chivas USA                           | 2BV             |
| Semaine 18 | Thierry Henry           | Red Bulls de New York                | 1B, 3P          |
| Semaine 19 | Benny Feilhaber         | Sporting de Kansas City              | 2B dont 1BV, 1P |
| Semaine 20 | Yannick Djaló           | Earthquakes de San José              | 2P              |
| Semaine 21 | Robbie Keane            | Galaxy de Los Angeles                | 2B, 1P          |
| Semaine 22 | Chris Schuler           | Real Salt Lake                       | 2B              |
| Semaine 23 | Tesho Akindele          | FC Dallas                            | 3B              |
| Semaine 24 | Obafemi Martins         | Sounders FC de Seattle               | 2B, 1P          |
| Semaine 25 | Landon Donovan          | Galaxy de Los Angeles                | 1B, 3P          |
| Semaine 26 | Landon Donovan          | Galaxy de Los Angeles                | 2B, 2P          |
| Semaine 27 | Blas Pérez              | FC Dallas                            | 2B dont BV      |
| Semaine 28 | Bradley Wright-Phillips | Red Bulls de New York                | 3B              |
| Semaine 29 | Landon Donovan          | Galaxy de Los Angeles                | 1B, 3P          |
| Semaine 30 | Sebastián Fernández     | Whitecaps de Vancouver               | 2B              |
| Semaine 31 | Diego Valeri            | Timbers de Portland                  | 2B              |
| Semaine 32 | Lee Nguyen              | Revolution de la Nouvelle-Angleterre | 2B dont BV      |
| Semaine 33 | Marco Pappa             | Sounders FC de Seattle               | 2B              |

B=Buts; BV=But Vainqueur; CS=Clean sheet; A=Arrêt; P=Passe; PV=Passe Vainqueur

#### But de la semaine
Il n'y a pas de but de la semaine en semaine 15.
Source : MLS Goal of the Week 2014
| Semaine    | Joueur              | Équipe                               |
| ---------- | ------------------- | ------------------------------------ |
| Semaine 1  | Sebastián Fernández | Whitecaps de Vancouver               |
| Semaine 2  | Kyle Beckerman      | Real Salt Lake                       |
| Semaine 3  | Fabián Castillo     | FC Dallas                            |
| Semaine 4  | Dom Dwyer           | Sporting de Kansas City              |
| Semaine 5  | José Marí           | Rapids du Colorado                   |
| Semaine 6  | Clint Dempsey       | Sounders FC de Seattle               |
| Semaine 7  | Obafemi Martins     | Sounders FC de Seattle               |
| Semaine 8  | Obafemi Martins     | Sounders FC de Seattle               |
| Semaine 9  | Gastón Fernández    | Timbers de Portland                  |
| Semaine 10 | Javier Morales      | Real Salt Lake                       |
| Semaine 11 | Obafemi Martins     | Sounders FC de Seattle               |
| Semaine 12 | Erik Hurtado        | Whitecaps de Vancouver               |
| Semaine 13 | Will Johnson        | Timbers de Portland                  |
| Semaine 14 | Fabián Castillo     | FC Dallas                            |
| Semaine 16 | Jack McInerney      | Impact de Montréal                   |
| Semaine 17 | Erick Torres        | Chivas USA                           |
| Semaine 18 | Deshorn Brown       | Rapids du Colorado                   |
| Semaine 19 | Diego Valeri        | Timbers de Portland                  |
| Semaine 20 | Graham Zusi         | Sporting de Kansas City              |
| Semaine 21 | Dax McCarty         | Red Bulls de New York                |
| Semaine 22 | Diego Valeri        | Timbers de Portland                  |
| Semaine 23 | Dillon Serna        | Rapids du Colorado                   |
| Semaine 24 | Obafemi Martins     | Sounders FC de Seattle               |
| Semaine 25 | Clint Dempsey       | Sounders FC de Seattle               |
| Semaine 26 | Thierry Henry       | Red Bulls de New York                |
| Semaine 27 | Lamar Neagle        | Sounders FC de Seattle               |
| Semaine 28 | Diego Valeri        | Timbers de Portland                  |
| Semaine 29 | Obafemi Martins     | Sounders FC de Seattle               |
| Semaine 30 | Marco Pappa         | Sounders FC de Seattle               |
| Semaine 31 | Graham Zusi         | Sporting de Kansas City              |
| Semaine 32 | Lee Nguyen          | Revolution de la Nouvelle-Angleterre |
| Semaine 33 | Kyle Beckerman      | Real Salt Lake                       |

#### Arrêt de la semaine
Il n'y a pas d'arrêt de la semaine en semaine 15.
Source : MLS Save of the Week 2014
| Semaine    | Joueur                  | Équipe                  |
| ---------- | ----------------------- | ----------------------- |
| Semaine 1  | Nick Rimando            | Real Salt Lake          |
| Semaine 2  | Nick Rimando            | Real Salt Lake          |
| Semaine 3  | David Ousted            | Whitecaps de Vancouver  |
| Semaine 4  | Dan Kennedy             | Chivas USA              |
| Semaine 5  | Chris Seitz             | FC Dallas               |
| Semaine 6  | Chris Seitz             | FC Dallas               |
| Semaine 7  | Júlio César             | Toronto FC              |
| Semaine 8  | Tally Hall              | Dynamo de Houston       |
| Semaine 9  | Eric Kronberg           | Sporting de Kansas City |
| Semaine 10 | Raúl Fernández Valverde | FC Dallas               |
| Semaine 11 | Jeff Attinella          | Real Salt Lake          |
| Semaine 12 | Donovan Ricketts        | Timbers de Portland     |
| Semaine 13 | Jeff Attinella          | Real Salt Lake          |
| Semaine 14 | Dan Kennedy             | Chivas USA              |
| Semaine 16 | David Ousted            | Whitecaps de Vancouver  |
| Semaine 17 | Donovan Ricketts        | Timbers de Portland     |
| Semaine 18 | Donovan Ricketts        | Timbers de Portland     |
| Semaine 19 | Steve Clark             | Crew de Columbus        |
| Semaine 20 | Jaime Penedo            | Galaxy de Los Angeles   |
| Semaine 21 | Nick Rimando            | Real Salt Lake          |
| Semaine 22 | Jon Kempin              | Sporting de Kansas City |
| Semaine 23 | Jon Kempin              | Sporting de Kansas City |
| Semaine 24 | Clint Irwin             | Rapids du Colorado      |
| Semaine 25 | Nick Rimando            | Real Salt Lake          |
| Semaine 26 | Jon Busch               | Earthquakes de San José |
| Semaine 27 | Joe Bendik              | Toronto FC              |
| Semaine 28 | Luis Robles             | Red Bulls de New York   |
| Semaine 29 | Steve Clark             | Crew de Columbus        |
| Semaine 30 | Clint Irwin             | Rapids du Colorado      |
| Semaine 31 | Andy Gruenebaum         | Sporting de Kansas City |
| Semaine 32 | Nick Rimando            | Real Salt Lake          |
| Semaine 33 | Donovan Ricketts        | Timbers de Portland     |

## Bilan
| Major League Soccer 2014                                               |                                      |
| Champion                                                               | Galaxy de Los Angeles (5e titre)     |
| Dauphin                                                                | Revolution de la Nouvelle-Angleterre |
| Play-offs (équipes qualifiées pour les demi-finales de conférence)     | Sounders FC de Seattle               |
| Play-offs (équipes qualifiées pour les demi-finales de conférence)     | Galaxy de Los Angeles                |
| Play-offs (équipes qualifiées pour les demi-finales de conférence)     | D.C. United                          |
| Play-offs (équipes qualifiées pour les demi-finales de conférence)     | Real Salt Lake                       |
| Play-offs (équipes qualifiées pour les demi-finales de conférence)     | Revolution de la Nouvelle-Angleterre |
| Play-offs (équipes qualifiées pour les demi-finales de conférence)     | FC Dallas                            |
| Play-offs (équipes qualifiées pour les demi-finales de conférence)     | Crew de Columbus                     |
| Play-offs (équipes qualifiées pour les demi-finales de conférence)     | Red Bulls de New York                |
| Coupes et trophées                                                     |                                      |
| Vainqueur de la Coupe des États-Unis 2014                              | Sounders FC de Seattle               |
| Qualifications continentales                                           |                                      |
| Ligue des champions de la CONCACAF 2015-2016 (phase de groupe)         | Sounders FC de Seattle               |
| Ligue des champions de la CONCACAF 2015-2016 (phase de groupe)         | Galaxy de Los Angeles                |
| Ligue des champions de la CONCACAF 2015-2016 (phase de groupe)         | D.C. United                          |
| Ligue des champions de la CONCACAF 2015-2016 (phase de groupe)         | Real Salt Lake                       |
| Ligue des champions de la CONCACAF 2015-2016 (Canada, phase de groupe) | Whitecaps de Vancouver               |